# Ahmose I.
Ahmose I. (též známý jako Amosis I. či Amos) byl staroegyptský faraon a zakladatel 18. dynastie. Období jeho vlády se klade do druhé poloviny 16. století před naším letopočtem. Pocházel z thébské královské rodiny a jeho otec Sekenenre Tao a bratr Kamose byli posledními vládci 17. dynastie. Za vlády jeho předchůdců povstaly Théby proti Hyksósům, vládcům Dolního Egypta. Když bylo Ahmosovi sedm let, jeho otec byl během těchto střetů zabit a na trůn nastoupil jeho starší bratr Kamose. Ten zemřel za neznámých okolností, když bylo Ahmosovi deset let. Ahmose, jehož jméno v překladu znamená „Zrozený Jahem“, nastoupil na trůn po smrti svého bratra a za své trůnní jméno přijal Nebpechtire („Pánem síly je Re“). Ahmosovou velkou královskou manželkou se stala jeho sestra Ahmose-Nefertari.
Během své vlády Ahmose dobyl sever Egypta a vyhnal Hyksósy vedené králem Chamudim z nilské delty, znovu sjednotil celý Egypt a upevnil egyptskou moc na jihu v Núbii a na severu v Kanaánu. Novým hlavním městem země se staly Théby, které se rovněž proměnily v náboženské centrum říše. Později reorganizoval správu země, znovuotevřel lomy, doly a obchodní cesty a začal se věnovat rozsáhlým stavebním projektům, prvním svého druhu od dob Střední říše. Jeho stavební program vyvrcholil stavbou poslední egyptské pyramidy. Vláda Ahmose I. položila základy Nové říše, během které se Egypt dostal na vrchol své moci.
Na trůně Ahmose I. vystřídal jeho syn Amenhotep I., který byl na konci vlády svého otce zřejmě spoluvládcem. Údajná mumie Ahmose I. byla objevena v roce 1881 ve skrýši v Dér el‑Bahrí.

## Rodina
Ahmose I. pocházel z rodu thébských panovníků 17. dynastie. Jeho prarodiči byli faraon Senachtenre Ahmose a královna Tetišeri. Ti měli nejméně dvanáct dětí, včetně Ahmosových rodičů Sekenenre Taa a Ahotep I. Sourozenci se podle egyptských tradicí oženili a společně měli několik dětí, včetně Kamose a Ahmose. Ahmose I. v této tradici pokračoval a oženil se se svými sestrami, přičemž velkou královskou manželkou se stala Ahmose-Nefertari. Ta mu porodila dvě dcery, Ahmose-Sitamon a Ahmose-Meritamon, a syny Amenhotepa I., Siamona, Ahmose-Ancha a Ramose. Rovněž mohli být rodiči Mutnofret, královské manželky pozdějšího vládce Thutmose I. Ahmosovým nástupcem se měl stát jeho nejstarší syn Ahmose‑Anch. Ten však předčasně zemřel někdy mezi sedmnáctým a dvacátým druhým rokem otcovy vlády, takže následníkem se stal nejstarší žijící syn Amenhotep I.
Faraon Ahmose I. je považován za zakladatele 18. dynastie, přestože v jeho rodové linii nedošlo k žádnému přerušení, které by znamenalo nástup nového rodu k moci. Historik Manehto, který žil v pozdější době za vlády Ptolemaiovců, však považoval vyhnání Hyksósů a znovusjednocení celé země za tak významné, že označil nástup Ahmose na trůn za počátek nové dynastie, a toto počítání se udrželo.

## Doba vlády
Období vlády Ahmose I. může být datováno podle třetího pozorování heliaktického východu hvězdy Sirius (den v roce, kdy hvězda poprvé vyjde nad obzor před východem Slunce), které proběhlo za vlády jeho nástupce Amenhotepa I. Protože se však vedou spory o to, odkud bylo pozorování prováděno, liší se tak i datace Ahmosovy vlády. Různé zdroje uvádějí léta 1570–1546, 1560–1537 či 1550–1525 před naším letopočtem. Podle Manehta vládl Ahmose 25 let a 4 měsíce; to podporují nápisy z vápencových lomů v Tuře, které pocházejí z 22. roku jeho vlády. Lékařské vyšetření údajné Ahmosovy mumie naznačuje, že zemřel ve věku kolem pětatřiceti let, což také podporuje tuto verzi za předpokladu, že na trůn nastoupil coby desetiletý chlapec. Výzkum Ahmosovy údajné mumie pomocí radiokarbonové metody datování klade začátek jeho vlády do let 1570 až 1544 př. n. l.
S alternativním pojetím přišel britský egyptolog David Rohl, který datoval Ahmosovo panování do let 1194 až 1170 př. n. l. Tento názor však odmítla většina egyptologů už v době, kdy ještě nebyla k dispozici data z radiokarbonového měření.

## Válečné výpravy
Války mezi thébskými vládci a hyksóským králem Apopim začaly za vlády Sekenenre Taa a pokračovaly s přestávkami po dobu třiceti let až do období vlády Ahmose I. Sekenenre Tao byl pravděpodobně během těchto střetů s Hyksósy zabit, o čemž svědčí stav jeho nalezené mumie. Při jejím ohledání bylo zjištěno, že zemřel násilnou smrtí. Na čele měl sečnou ránu od sekery, jeho lícní kost byla roztříštěna a v zadní části krku měl bodnou ránu od dýky. Rána na čele odpovídá typu sekery používanému ve střední době bronzové a podobné zbraně byly nalezeny poblíž Avaridy, hlavního města hyksóské říše. Jeho následovník Kamose, který byl pravděpodobně starším bratrem Ahmose I., v bojích pokračoval. Je známo, že během třetího roku své vlády uskutečnil několik válečných výprav do oblasti Avaridy a Buhénu. Další thébské tažení směrem na sever země se uskutečnilo až o jedenáct let později, a to již za vlády Ahmose I. Důvodem této prodlevy byla smrt obou králů. Posledním doloženým rokem Kamosovy vlády je rok číslo tři, který byl zaznamenán na stéle v Karnaku, a předpokládá se, že přibližně ve stejnou dobu zemřel i hyksóský král Apopi. Kamosovým nástupcem se stal Ahmose I., který byl ještě malým chlapcem, a tak království spravovala jeho matka Ahotep I. V roli regentky upevnila thébskou mocenskou základnu, vyhnala vzbouřence a usmířila Horní Egypt, za což se jí dostalo řady přídomků, jako například „Ta, která se stará o Egypt“.

### Vyhnání Hyksósů
Poté, co mladý král dospěl a převzal od své matky moc nad říší, navázal na vojenskou činnost svých předchůdců. V jedenáctém roce vlády krále Chamudiho, jenž nastoupil po Apopiho smrti, vyvolal Ahmose závěrečnou fázi mnohaleté války. Určit události, které předcházely dobytí hlavního hyksóského města Avaridy, je velmi obtížné. Informace o bojích pocházejí jen z útržkovitých poznámek na zadní straně Rhindova matematického papyru, kde například stojí:
„11. rok vlády, druhý měsíc šemu (červenec-srpen), vstoupili do Heliopole. První měsíc období achet (červen), den dvacátý třetí, jižní kníže vnikl do Caru.“
Caru je pravděpodobně jméno pevnosti Tell el‑Habua a „jižním knížetem“ je míněn Ahmose. Je tedy zřejmé, že autor textu vztahuje jedenáctý rok vlády ke králi Chamudimu a nikoliv k Ahmosovi, kterému byl tento údaj v některých pramenech připisován. Rovněž je patrné, že Chamudi nazýval Ahmose nižším titulem „jižní kníže“, a ne král či faraon, jak ho jistě titulovali obyvatelé Théb.

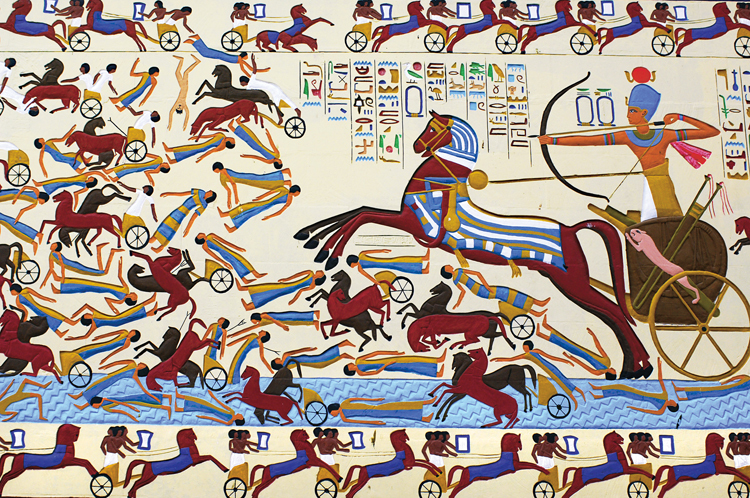
Vyobrazení bojů s Hyksósy

Rhindův papyrus rovněž popisuje vojenskou strategii, kterou Ahmose při válečné výpravě do nilské delty využil. Chtěl se zřejmě vyhnout Mennoferu, dobýt Heliopoli, a poté pokračovat na Avaridu. Do Heliopole vstoupil v červenci a o tři měsíce později, v říjnu, kdy začala voda v Nilu opadat a umožnila tak válečným vozům pohyb po údolí, zaútočil na pevnost Tell el‑Habua, hlavní hraniční opevnění ležící na takzvané Horově cestě. Získáním této pevnosti přerušil spojení mezi Kanaánem a Avaridou, čímž znemožnil Hyksósům ústup přes severní Sinaj. Následoval útok na samotnou Avaridu. Záznamy o závěrečné části válečného konfliktu byly nalezeny v hrobce Ahmose, syna Abany, vojáka, který se těchto bojů zúčastnil. Ahmose, syn Abany, byl členem vojenské jednotky na palubě lodi „Severní“, která vedla celou flotilu a mohla být přímo lodí královskou. Lodě připluly k Avaridě a po následné bitvě začalo obléhání města. Během této blokády armáda ovládla přilehlé území a jižně od hyksóského hlavního města potlačila menší vzpouru. Ahmose, syn Abany pak byl převelen na loď nazvanou „Povstání v Mennoferu“ a zúčastnil se dalších dvou bitev. Jedna z nich proběhla nejspíše ve vodách nedaleko Avaridy a druhá jižně od města. Popis bitev končí poznámkou: „Avaris byla vypleněna a já jsem si odtud přivezl kořist: jednoho muže a tři ženy … Jeho Veličenstvo mi je dalo jako otroky.“
Po dobytí Avaridy následovalo tažení do jižního Kanaánu, kde Ahmose po tříletém obléhání dobyl pevnost Šaruhén. Důvod této výpravy není zcela známý. Mohlo se jednat o bitvu proti posledním vzdorujícím Hyksósům či o rozšiřování říše o neobsazená území, vzniklá hromadným odchodem poražených Hyksósů. Ahmose I. dobyl Avaridu během osmnáctého či nejpozději devatenáctého roku své vlády. K určení tohoto data slouží nápisy z lomu v Tuře, na kterých stojí, že „volové z Kanaánu byli využiti při otevření lomu v dvacátém druhém roce Ahmosovy vlády“. Vzhledem k tomu, že dobytek byl pravděpodobně dovezen až po dobytí pevnosti Šaruhén, které následovalo tři roky po pádu Avaridy, je zřejmé, že vláda hyksóského faraona Chamudiho skončila během osmnáctého či devatenáctého roku Ahmosovy pětadvacetileté vlády.
Ahmosovi k vítězství nad Hyksósi zřejmě pomohla kvalita zbraní, které Egypťané měli. Zatímco Hyksósové používali zbraně z čisté mědi, Egyptská vojska měla zbraně vyrobené z pocínovaného bronzu. Ahmose od Hyksósů zároveň převzal užívání vozů tažených koňmi.

### Zahraniční válečné výpravy

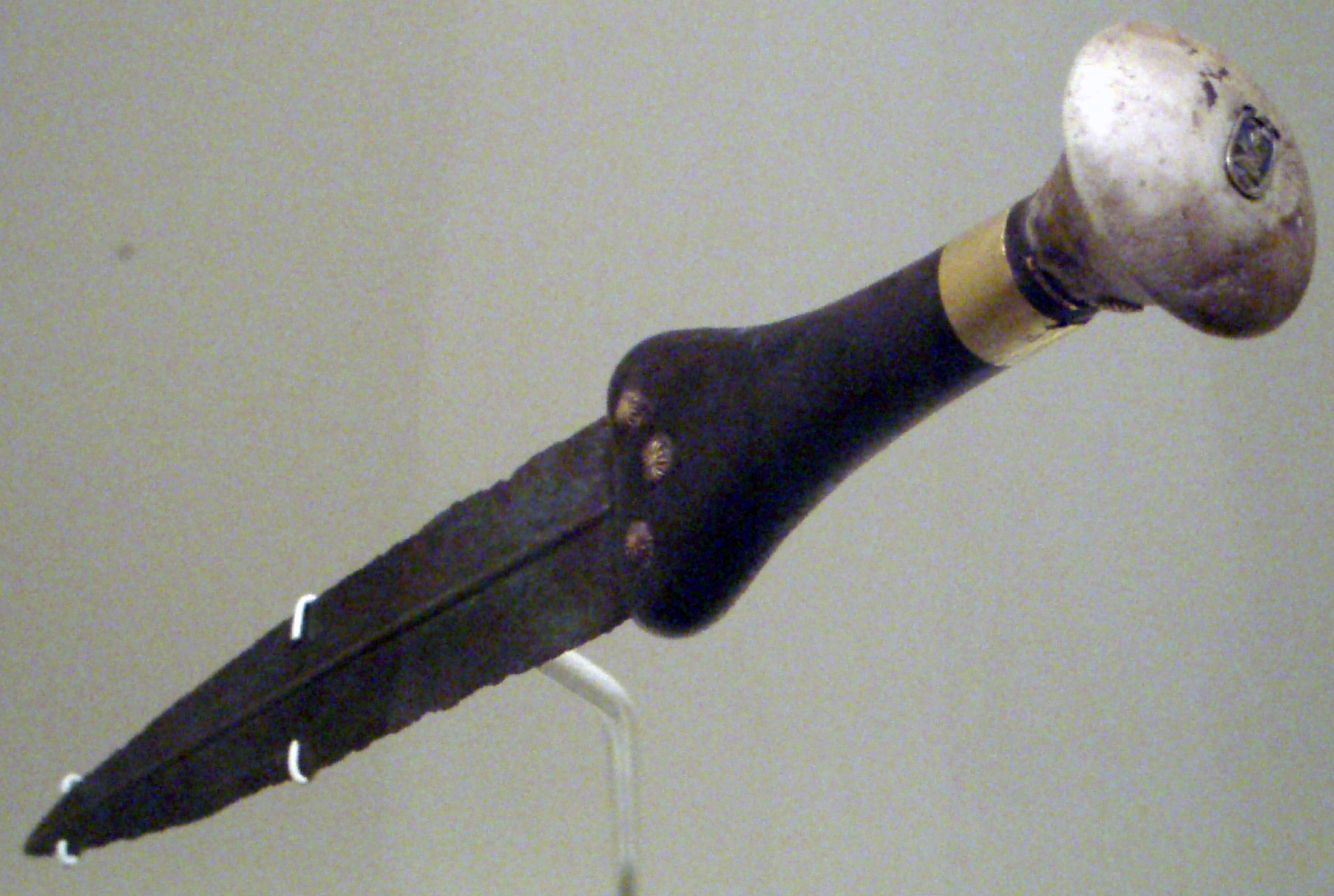
Bronzová dýka nesoucí jméno Ahmose I.

Po porážce Hyksósů a znovusjednocení Horního a Dolního Egypta se Ahmose vydal na válečné výpravy do Sýrie a Núbie. Tažení během dvacátého druhého roku jeho vlády dovedlo egyptská vojska až do Džahy v Levantě a pravděpodobně až do blízkosti řeky Eufrat. Podle ostrakonu nalezeného v hrobce jeho manželky Ahmose‑Nefertari byl Ahmose I. až v Kedemu, který se nacházel nedaleko Byblosu. Podrobností o tomto vojenském tažení není mnoho, neboť zdrojem většiny informací z této doby je Ahmose, syn Abany, voják, který sloužil u egyptského námořnictva a této pozemní expedice se nezúčastnil. Nicméně z archeologických průzkumů jižního Kanaánu lze usoudit, že v druhé polovině 16. století př. n. l. zde Ahmose a jeho bezprostřední nástupci ničili města za účelem zlomení hyksóské moci, nikoliv za účelem dobytí Kanaánu. Bylo zde zničeno velké množství měst, která nebyla vzápětí obnovena, což značí, že faraon neměl v úmyslu si Kanaán podmanit.
Výprava do Núbie je zdokumentována mnohem lépe. Ahmose, syn Abany se o této výpravě na jih zmiňuje ve svých textech: „Nyní, když Jeho Veličenstvo pobilo kočovníky z Asie, plavilo se na jih do Chenthennefer, aby zničilo núbijské lučištníky“. Chenthennefer se nacházelo v blízkosti druhého nilského kataraktu stejně jako Buhén, který Ahmose znovu připojil k Egyptu. O této skutečnosti svědčí vyobrazení na veřejích dveří v Buhénu, kde Ahmose se svojí matkou Ahhotep I. obětují Minovi a Horovi. Krátce po svém prvním núbijském tažení se musel Ahmose vypořádat s menším povstáním, které bylo vedené Núbijcem jménem Aata. Povstání, které mohlo být i loupežnou výpravou, bylo rozdrceno a jeho účastníci byli zajati. Ahmose, syn Abany obdržel od krále jako odměnu dva mladé bojovníky. Po tomto pokusu musel Ahmose čelit ještě dalšímu povstání, které vedl Egypťan Tetian s pomocí núbijských rebelů. Avšak i tato vzpoura selhala a Ahmose, syn Abany ji vylíčil následovně: „Tetian kolem sebe shromáždil rebely, Jeho Veličenstvo ho zabilo, jeho vojsko bylo rozdrceno“. Ahmose tím opět získal moc nad Núbií, kterou pak spravoval z nově zřízeného administrativního centra v Buhénu. Při obnovení vlády odměnil Ahmose mnoho místních knížat, která ho během bojů podporovala.

## Umění a monumenty

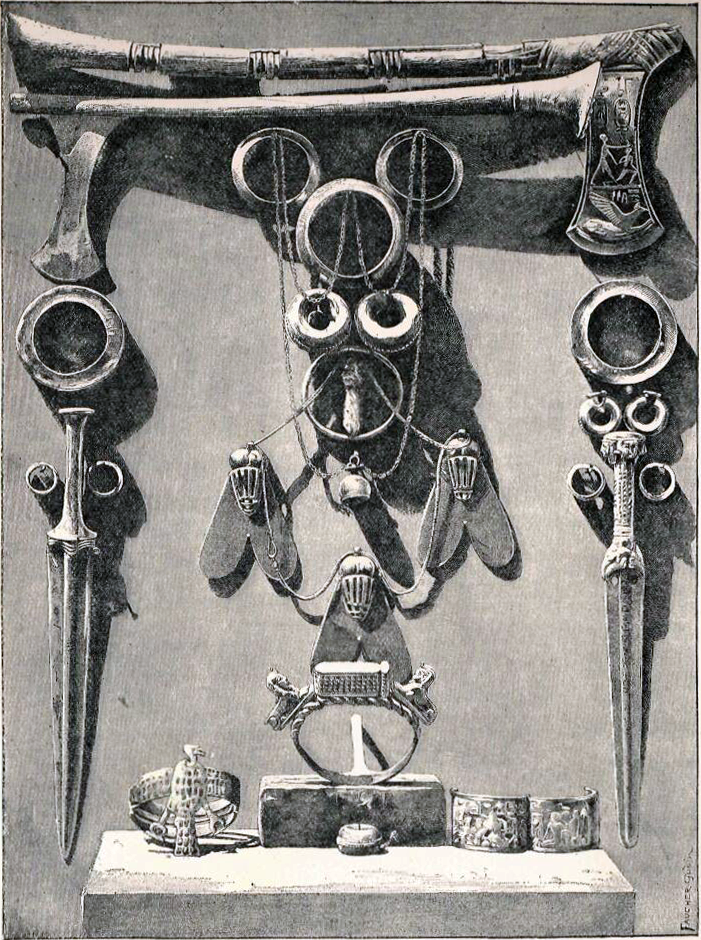
Šperky a obřadní zbraně, které byly součástí pohřební výbavy královny Ahhotep I. Mezi nimi se nacházela sekera na jejíž čepeli je zobrazen Ahmose I., jak zasahuje Hyksóského vojáka

Po sjednocení Horního a Dolního Egypta se Ahmose I. zaměřil na umění a výstavbu monumentů. Vzhledem k tomu, že porážka Hyksósů přišla až v relativně pozdním období jeho vlády a jeho stavební projekty vyžadovaly na realizaci více než sedm let, je pravděpodobné, že jejich velké množství bylo dokončeno až za vlády Amenhotepa I.
Výrobky pocházející z období Ahmosovy vlády jsou vyrobeny z mnohem jemnějších materiálů než cokoliv jiného z druhé přechodné doby, nicméně zručnost řemeslníků se v mnoha případech nevyrovnala preciznosti jejich předchůdců z období Střední či Staré říše. Po ovládnutí nilské delty a Núbie získal Egypt přístup k mnoha přírodním zdrojům, které se v Horním Egyptě nevyskytovaly. Z Núbie bylo dováženo zlato a stříbro, ze vzdálených částí střední Asie lapis lazuli, z Byblosu cedrové dřevo a na Sinaji byly opět otevřeny tyrkysové doly. Přestože nejsou přesněji známy vztahy mezi Egyptem a Krétou, byly na některých objektech z této doby nalezeny mínojské vzory. Ahmose rovněž znovu otevřel vápencové doly v Tuře, které poskytovaly kámen na stavbu jeho monumentů. Podle nápisů, které zde byly objeveny, byl k tahání kamenů využíván asijský dobytek dovezený z Fénicie.
Umění za vlády Ahmose I. bylo podobné thébskému královskému stylu z období Střední říše a stejně tak tomu bylo i u stél pocházejících z jeho období. Důvodem tohoto konzervativního stylu byla snaha o oživení kultury z předhyksóské éry. Navzdory úsilí, které Ahmose věnoval budování monumentů, se dochovala pouze tři jeho vyobrazení: první z nich je vešebt, který pravděpodobně pocházel z jeho hrobky a nyní se nachází ve sbírce Britského muzea. Ve zbylých dvou případech se jedná o sochy v životní velikosti, které jsou uloženy v Metropolitním muzeu umění v New Yorku a v Národním muzeu v súdánském Chartúmu. Všechny tyto sochy zobrazují faraona s mírně vypouklýma očima, přičemž tento rys byl zmíněn i na jedné stéle popisující králův vzhled. Ve Skotském národním muzeu v Edinburghu se nachází malá vápencová sfinga, která by podle stylu zpracování mohla rovněž představovat tohoto krále.
Za Ahmosovy vlády se začalo v egyptském umění využívat sklo. Pravděpodobně nejstaršími příklady skleněných výrobků byly vadné kusy fajánsu. První záměrně vytvořené sklo se objevilo až na počátku 18. dynastie. Jedny z nejstarších nalezených skleněných korálů nesou jména Ahmose a jeho syna Amenhotepa I. a pravděpodobně pocházejí z období jejich společné vlády. Pokud se tedy výroba skla neobjevila již před začátkem Nové říše a první skleněné výrobky jsou datovány nejpozději do období vlády jeho nástupce, je pravděpodobné, že sklářství jako řemeslo bylo zavedeno právě za Ahmosovy vlády.
Ahmose se rovněž zaměřil na velké stavební projekty, které byly prováděny naposledy před druhou přechodnou dobou. Na jihu země začal se stavbou chrámů, většinou cihlových. Jeden takový se nacházel například v núbijském městě Buhénu. V Horním Egyptě přestavěl chrám boha Amona v Karnaku a chrám v Armantu (přibližně 15 km na jihozápad od Théb). Podle nápisů nalezených v Tuře použil zdejší bílý vápenec ke stavbě Amonova jižního harému a Ptahova chrámu, avšak ani jeden z těchto projektů nedokončil. Pro svoji babičku královnu Tetišeri nechal v Abydu zbudovat kenotaf. Vykopávky v Avaridě vedené rakouským archeologem Manfredem Bietakem odhalily, že i zde, na místě bývalého hlavního města hyksóské nadvlády, měl král Ahmose svůj palác. Bietak zde nalezl fragmenty nástěnných maleb vytvořené v mínojském stylu, které kdysi pokrývaly palácové zdi. Kolem této egejské civilizace se vyskytuje řada nejasností, neboť se přesně neví, jakou roli v egyptském umění sehrála. Odborníci na egejskou oblast se stále neshodli, zda tyto malby jsou pouhé kopie vyrobené egyptskými řemeslníky, či zda byly skutečně vytvořeny mínojskými umělci.
Během Ahmosova panování se hlavním městem celého Egypta staly Théby, které tuto funkci plnily již v období Střední říše. Město se rovněž stalo novým centrem veřejné správy, ve kterém byla vysoká poptávka po písařích a gramotném obyvatelstvu. Výběr Théb coby hlavního města byl zřejmě strategickou volbou, neboť se nacházely ve středu země, což bylo výhodné zejména při současných válkách na severu s Hyksósy a na jihu s Núbijci. Jakýkoliv odpor na obou hranicích tak mohl být v budoucnu rychle a jednoduše vyřešen.
Pravděpodobně nejvýznamnější změnou prošlo náboženství. Théby se staly kromě politického také náboženským centrem země, jehož hlavním bohem byl Amon, kterému Ahmose připisoval zásluhy za vítězství nad Hyksósy. Význam Amonova chrámového komplexu v Karnaku, který se nacházel na východním břehu Nilu severně od Théb, vzrostl, a dokonce zastínil důležitost Reova kultu se sídlem v Heliopoli. V Karnaku bylo nalezeno několik Ahmosových stél, z nichž dvě líčily faraona jako patrona chrámu. Na jedné z těchto stél, známé jako „Stéla bouře“, Ahmose tvrdí, že v thébské oblasti znovu vystavěl pyramidy a hrobky svých předchůdců, které byly zničeny vichřicí. Podle textu byla bouře na Horní Egypt seslána bohem Amonem, který byl rozzloben zanedbaným stavem své sochy. Ahmose zde popisuje, jak byla celá krajina zatopená vodou a k její obnově musel dovézt drahý materiál. Druhá stéla, známá též jako „Stéla donace“, popisuje, jak Ahmose koupil pro svoji královskou manželku Ahmose‑Nefertari úřad „druhého kněze Amonova“. Další stéla pocházející z osmnáctého roku jeho vlády velebí moc královské rodiny a obsahuje seznam vybavení, které král daroval chrámu. Tyto předměty patřily k nejzákladnějšímu chrámovému vybavení, což může znamenat, že se do té doby v chrámu nevyskytovaly. Nelze však říci, zda to bylo v důsledku ničivé bouře či následkem vlády panovníků 17. dynastie, pro něž cenné předměty mohly v těžké době znamenat značný finanční přínos.

### Pyramida

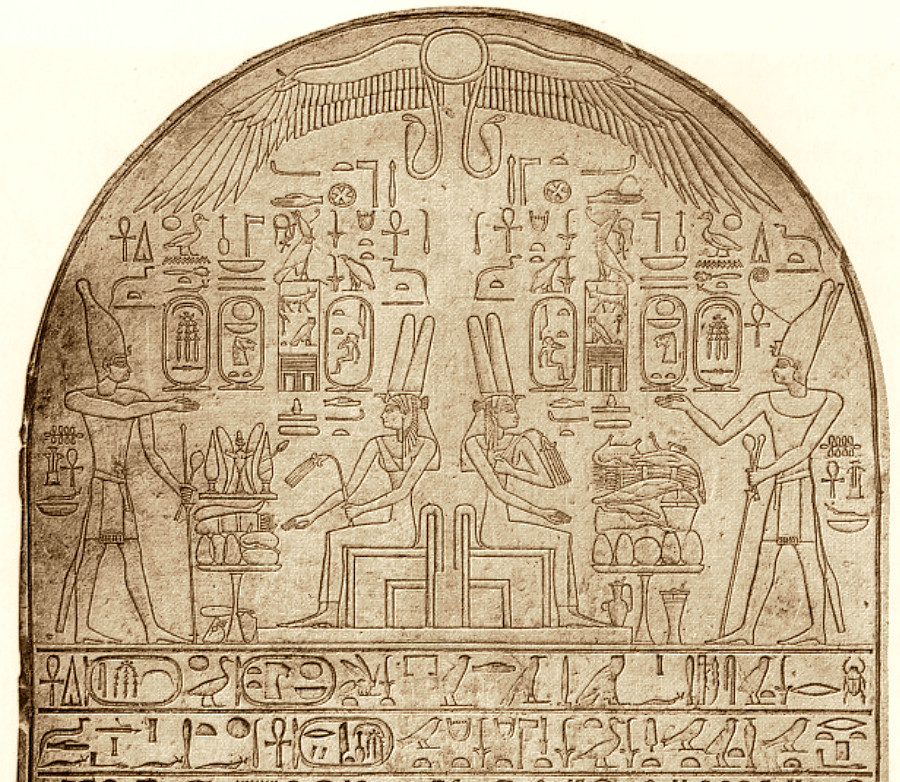
Stéla zobrazující faraona Ahmose I., jak přináší dary královně Tetišeri

Ahmose budoval monumenty i mimo Théby či Avaridu. V Abydu, hlavním středisku Usirova kultu, si nechal postavit pyramidu, jejíž zbytky byly objeveny v roce 1899 a o tři roky později byla identifikována jako Ahmosova pyramida. Postupem času byla většina kamenů z vnějšího pláště pyramidy rozebrána a použita pro stavbu jiných objektů. Jelikož byla pyramida postavená pouze z písku a kamení a její tvar držel jen díky vápencovému plášti, tak se po jeho rozebrání zhroutila. Nicméně anglický egyptolog Arthuru Mace objevil první dvě kamenné řady, díky nimž bylo zjištěno, že sklon pyramidy byl přibližně 60°. V těsné blízkosti se nacházel hlavní pyramidový chrám a na východ od něj dva další chrámy postavené královnou Ahmose‑Nefertari. Jedna z těchto staveb nese jméno hlavního strážce pokladny Neferpereta, který byl rovněž zodpovědný za otevření kamenolomů v Tuře během dvacátého druhého roku Ahmosovy vlády. Třetí chrám (označovaný jako „Chrám C“) se podobá svým tvarem a rozsahem hlavnímu pyramidovému chrámu, avšak značení cihel a jeho výzdoba ukazují, že sloužil jako místo kultu královny Ahmose‑Nefertari.

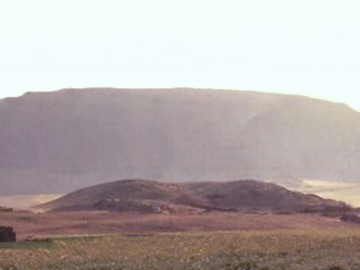
Pozůstatky Ahmosovy pyramidy

Osa pyramidového komplexu může být spojena s mnoha monumenty nacházejícími se v nedaleké poušti. Nachází se na ní několik významných staveb: první je pyramida faraonovy babičky královny Tetišeri, která obsahovala stélu zobrazující Ahmose, jak nabízí sedící Tetišeri dary. Následuje podzemní komplex vytesaný do skály, který mohl představovat Usirovo podsvětí či sloužit jako královská hrobka. Třetím objektem je terasovitý chrám nacházející se pod vysokými útesy, jehož terasy jsou postaveny z masivních kamenů a cihel.
Není známo zda pyramida sloužila jako místo faraonova posledního odpočinku či to byl pouze kenotaf. Ačkoliv se dřívějším badatelům Maceovi a Currellymu nepodařilo najít žádné vnitřní komory, je nepravděpodobné, že by se pohřební místnost nacházela uprostřed pyramidy, jejíž jádro bylo vyplněno sutí. Jelikož nejsou v Abbottově papyru žádné zmínky o vyloupení Ahmosovy hrobky a v Thébách nebyla nalezena žádná hrobka, která by mu mohla patřit, je pravděpodobné, že byl pohřben právě v Abydu. Někteří egyptologové se však domnívají, že Ahmosova pyramida byla postavena jako kenotaf a samotný faraon byl pohřben v jižní části thébského pohřebiště Dra Abú el-Naga poblíž hrobů panovníků 17. dynastie.
Ahmosova pyramida byla poslední egyptskou pyramidou vybudovanou jako součást pohřebního komplexu. Faraoni Nové říše z praktických a náboženských důvodů od stavění pyramid upustili. Gízská plošina se slavným pyramidovým polem nabízela mnoho prostoru pro stavbu těchto monumentálních hrobek. Théby však disponovaly jen mnohem menší plochou ohraničenou vápencovým masivem Libyjského pohoří. Pyramidy byly navíc spojeny se slunečním bohem Reem, jehož v období Nové říše svým významem překonal Amon. Jedním z významů Amonova jména je „skrytý“, což znamenalo, že bylo teologicky možné ukrýt královské hrobky tím, že se nacházely jinde než králův zádušní chrám, v dřívějších dobách budovaný v těsné blízkosti královských hrobek. Jednou z výhod tohoto systému bylo, že hrobky byly lépe chráněné před vykradači. Všichni Ahmosovi nástupci z období Nové říše byli pohřbíváni ve vyhloubených hrobkách v Údolí králů.

## Mumie

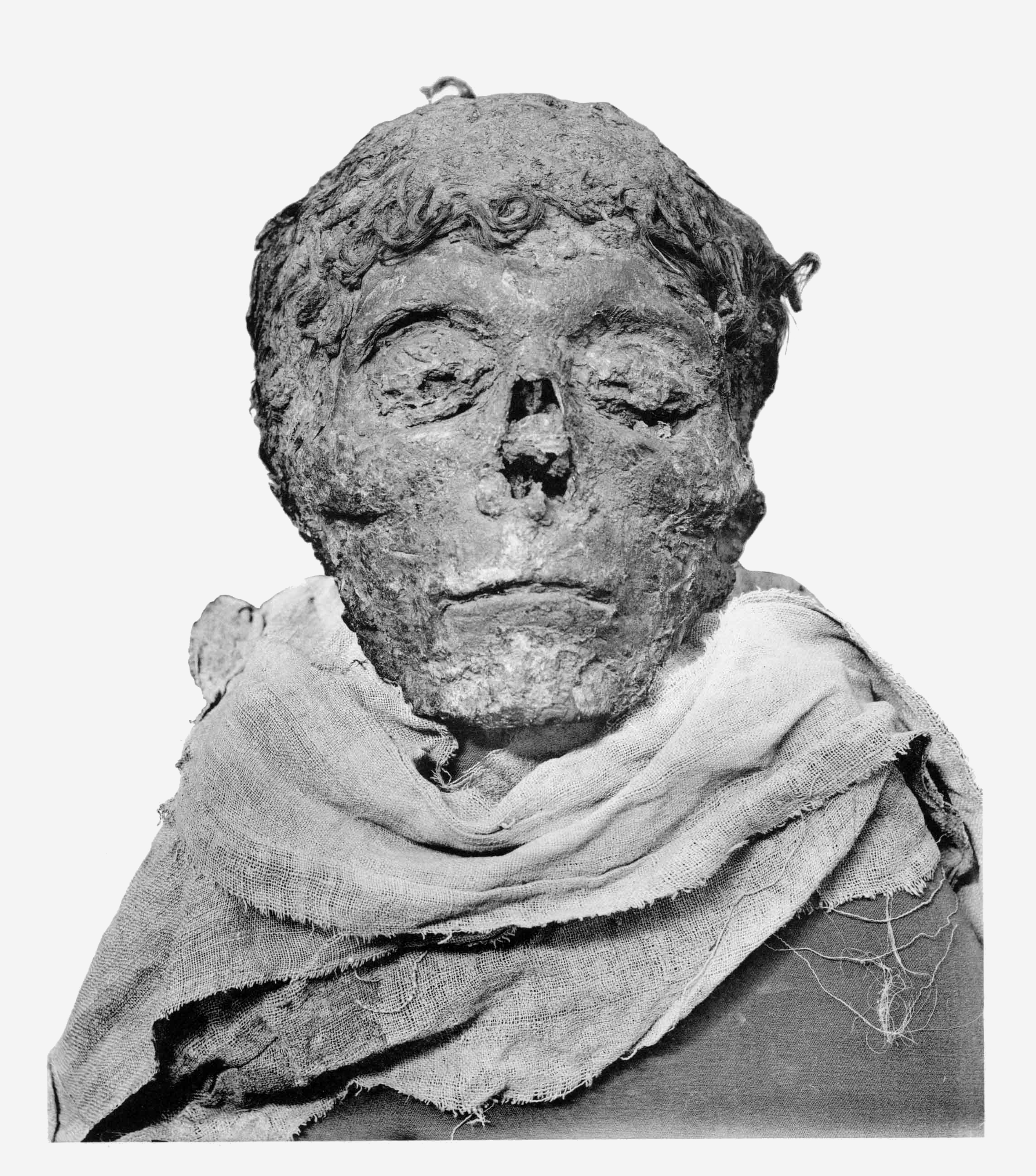
Údajná mumie faraona Ahmose I.

Údajná mumie Ahmose I. byla objevena v roce 1881 ve skrýši v Dér el‑Bahrí, jejíž poloha se nachází v blízkosti zádušního chrámu královny Hatšepsut. V této skrýši se rovněž nacházela mumie jeho otce Sekenenre Taa a ostatky jeho nástupců z 18., 19. a 20. dynastie; konkrétně to byli faraoni Amenhotep I., Thutmose I., Thutmose II., Thutmose III., Ramesse I., Sethi I., Ramesse II. a Ramesse IX.
Ahmosova mumie byla rozbalena 9. června 1886 francouzským egyptologem Gastonem Masperem. Ahmosovo jméno bylo zapsáno v hieroglyfickém písmu na jeho rakvi a v hieratickém písmu přímo na obvazech. Přestože rakev z cedrového dřeva pocházela z 18. dynastie, její zpracování neodpovídalo stylu používanému při příležitosti královského pohřbu. O veškerou výzdobu přišla již ve starověku. Faraonovo tělo bylo v období 21. dynastie z původního místa pohřbu přeneseno do skrýše v Dér el‑Bahrí. O to se postaral velekněz a faktický vládce Horního Egypta Pinodžem II., jehož jméno bylo rovněž nalezeno na obvazech Ahmosovy mumie. Kolem krku měla faraonova mumie girlandu ze straček. Tělo neslo známky poškození způsobeného starověkými vykradači hrobek. Jeho hlava byla totiž oddělena a nos roztříštěn.
Faraonova výška byla 168 cm. Obličej měl malý a kromě mírně vystouplých předních zubů bez zjevných charakteristických rysů. Podobné uspořádání zubů měli i další členové jeho rodiny včetně jeho potomka krále Thutmose II. Egyptolog Gaston Maspero popsal Ahmosovu mumii následujícími slovy:
„… byl střední výšky, jeho mumifikované tělo měřilo pouhých 168 cm, avšak jeho vyvinutý krk a hrudník ukazují na jeho mimořádnou sílu. Hlava je v poměru k jeho hrudi malá, čelo je nízké a úzké, lícní kosti vyčnívající a vlasy jsou husté a vlnité. Obličej se velmi podobá Sekenenre Taovu a podoba sama o sobě ukazuje na jejich spojitost, a to i v případě, že bychom neznali blízký vztah, který tyto dva faraony spojoval.“
Podle prvních studií se předpokládalo, že tělo patřilo zhruba padesátiletému muži, avšak pozdější výzkum ukázal, že král zemřel přibližně ve věku pětatřiceti let. Identita mumie byla v roce 1980 zpochybněna dr. Jamesem Harrisem, profesorem ortodoncie, a egyptologem Edwardem Wentem. Harrisovi bylo dovoleno provést rentgenové vyšetření všech královských mumií z Káhirského muzea. Zatímco záznamy hovoří o tom, že Ahmose I. byl synem, popřípadě vnukem Sekenenre Taa, kraniofaciální morfologie těchto dvou mumií byla zcela odlišná. Byla rovněž odlišná od ženské mumie patřící jeho manželce Ahmose‑Nefertari, která byla považována za královu sestru. Tyto nesrovnalosti a fakt, že mumie neměla zkřížené ruce na své hrudi, což byl znak typický pro královské mumie z tohoto období, vedly k závěru, že to pravděpodobně není královská mumie.
Mumie se nachází v Luxorském muzeu, kde je společně s údajnými ostatky Ramesse I. součástí stálé expozice nazvané „Zlatý věk egyptské armády“.

## Následovnictví
Ahmosovým nástupcem se stal jeho nejstarší žijící syn Amenhotep I., který v době svého nástupu na trůn pravděpodobně ještě nebyl dospělý. Převzetí moci tak mohlo předcházet krátké období spoluvlády s jeho otcem. Toto období mohlo být dlouhé až šest let. Pokud k tomu opravdu došlo, pak se Amenhotep nemohl stát králem před 18. rokem vlády svého otce, neboť v dřívějších letech byl za Ahmosova dědice považován Ahmose‑Anch, jeho nejstarší syn, který však předčasně zemřel. Byly nalezeny nepřímé důkazy, které naznačují, že ke spoluvládě mohlo dojít, avšak jednoznačné důkazy chybějí.
Prvním důkazem mohou být tři menší předměty, na kterých jsou vedle sebe zapsána trůnní jména obou faraonů. Jedná se o výše zmíněné skleněné korále, malý amulet z živce a rozbitou stélu. Všechny texty z těchto předmětů odpovídají stylu z počátku 18. dynastie. Na zmíněné stéle se nacházel text, který říkal, že Amenhotepovi byl „dán život věčný“, což znamená, že král byl v době vztyčení této stély naživu. Nebyl však nalezen žádný epiteton, který by naznačoval, že Ahmose byl již po smrti. Na druhou stranu zde existuje možnost, že vztyčením stély chtěl Amenhotep I. pouze uctít památku svého milovaného otce, sjednotitele celého Egypta.
Druhým důkazem může být fakt, že Amenhotep během své vlády dokončoval přípravy na svátek sed či ho dokonce začal slavit. Amenhotep však vládl přibližně jednadvacet let, přičemž svátek sed nemohl být podle tradice slaven dříve než ve třicátém roce panovníkovy vlády. Pokud však Amenhotep vládl se svým otcem, je pravděpodobné, že plánoval oslavit tento svátek na základě data, kdy nastoupil poprvé na trůn jako spoluvládce, nikoliv jako samostatný panovník. Tato varianta by tak lépe vysvětlovala pokročilý stav příprav na slavnost. V období Nové říše můžeme však nalézt dva příklady, kdy byla tato tradice porušena. Královna Hatšepsut oslavila sed již v šestnáctém roce své vlády a Achnaton dokonce během prvních pěti let své vlády.
Za třetí, Ahmosova manželka Ahmose‑Nefertari byla na dvou stélách označena jako „velká královská manželka“ a zároveň „královská matka“. Tyto stély byly vztyčeny ve vápencových lomech v Tuře během dvacátého druhého roku Ahmosovy vlády. Podle titulu „královská matka“ byl Amenhotep I. již Ahmosovým spoluvládcem. Je ovšem možné, že ho Ahmose‑Nefertari používala jen jako čestný titul. Stejně tak tomu bylo u Ahhotep II., manželky faraona Kamose, která používala titul „královská matka“, aniž by porodila nějakého dalšího krále.
Vzhledem k řadě nejasností je v současné době nemožné potvrdit či vyvrátit Amenhotepovu spoluvládu. Příznivci této teorie však poznamenávají, že během Ahmosovy vlády byla proti králi vedena nejméně jedna vzpoura, takže by bylo logické, kdyby král přizval k vládě svého budoucího nástupce, aby v případě své smrti zabránil následnému boji o moc.

## Jména a královské tituly
|             |     |     |
| \| \| \| \| |     |     |
|             |     |     |
| N12         | F31 | S29 |

| N12 | F31 | S29 |

|             |     |     |
| \| \| \| \| |     |     |
|             |     |     |
| N12         | F31 | S29 |

| N12 | F31 | S29 |

|             |     |     |
| \| \| \| \| |     |     |
|             |     |     |
| N12         | F31 | S29 |

| N12 | F31 | S29 |

|             |     |     |
| \| \| \| \| |     |     |
|             |     |     |
| N12         | F31 | S29 |

| N12 | F31 | S29 |

|          |              |
| \| \| \| |              |
|          |              |
| N5 · V30 | F9 · X1 · X1 |

| N5 · V30 | F9 · X1 · X1 |

|          |              |
| \| \| \| |              |
|          |              |
| N5 · V30 | F9 · X1 · X1 |

| N5 · V30 | F9 · X1 · X1 |

|          |              |
| \| \| \| |              |
|          |              |
| N5 · V30 | F9 · X1 · X1 |

| N5 · V30 | F9 · X1 · X1 |

|          |              |
| \| \| \| |              |
|          |              |
| N5 · V30 | F9 · X1 · X1 |

| N5 · V30 | F9 · X1 · X1 |

| O29 | L1 | G43 |

| O29 | L1 | G43 |

| G16 | X1 · X1 | A53 | F31 · X1 | G43 |

| G16 | X1 · X1 | A53 | F31 · X1 | G43 |

| G8 | S24 · O34 · N17 · N17 |

| G8 | S24 · O34 · N17 · N17 |